# Peleman
Peleman is een bestuurslaag in het regentschap Sragen van de provincie Midden-Java, Indonesië. Peleman telt 3333 inwoners (volkstelling 2010).